# Сичик-горобець коста-риканський
Си́чик-горобе́ць коста-риканський (Glaucidium costaricanum) — вид совоподібних птахів родини совових (Strigidae). Мешкає в Коста-Риці і Панамі.

## Опис
Довжина птаха становить 14,5—17 см, самці важать 53—70 г, самці 99 г. Забарвлення існує у двох морфах: коричневій і рудій. Голова і верхня частина тіла поцятковані світлими плямами, на хвості 4 білих смуги, кінчик хвоста білий. На потилиці є дві чорних з блідими краями плями, що нагадують очі і слугують до відлякування і обману. Живіт і груди білі. Лицевий диск слабо виражений, поцяткований вузькими охристими і білими смужками, над очима білуваті «брови». Очі жовті, дзьоб зверху зеленувато-жовтий, знизу коричневий, на кінці жовтий, лапи жовті.

## Поширення і екологія
Коста-риканські сичики-горобці мешкають у горах Кордильєра-Сентраль і Кордильєра-де-Таламанка в Коста-Риці і Західній Панамі. Вони живуть у вологих гірських тропічних і хмарних лісах на висоті від 900 до 3000 м над рівнем моря. Живляться комахами та іншими безхребетними, дрібними ссавцями, плазунами і птахами. Гніздяться в дуплах дерев, часто використовують покинуті дупла дятлів. У кладці 3 яйця.